# Schönberg Ensemble
Schönberg Ensemble was een Nederlands ensemble gespecialiseerd in hedendaagse klassieke muziek, dat tussen 1974 en 2009 bestond. In 2009 is het gefuseerd met het Asko Ensemble tot Asko❘Schönberg.

## Algemeen
Het ensemble werd als Schönberg Ensemble opgericht in 1974 door leerlingen en oud-leerlingen van het Koninklijk Conservatorium in Den Haag.
Het repertoire bestond toen nog uitsluitend uit de kamermuziek van de componisten van de Tweede Weense School. Sindsdien is het repertoire uitgebreid tot de gehele twintigste (en eenentwintigste) eeuw. Een groot aantal Nederlandse en buitenlandse componisten schreef werken speciaal voor het Schönberg Ensemble. Het ensemble stond onder leiding van dirigent Reinbert de Leeuw. De vaste bezetting van het ensemble bestond uit overwegend enkel bezette houtblazers, koperblazers, piano, slagwerk, harp en strijkers. Concerten werden gegeven met steeds wisselende combinaties van instrumenten, omdat het hedendaags klassieke repertoire zich kenmerkt door steeds wisselende en vaak ongebruikelijke combinaties van instrumenten. Indien een groter ensemble noodzakelijk is, werd het ensemble samengevoegd met het Asko Ensemble.
De gezamenlijke staf van het Schönberg Ensemble en het Asko Ensemble was gevestigd in het Muziekgebouw aan 't IJ in Amsterdam, waar ook regelmatig concerten werden gegeven. Daarnaast speelde het Schönberg Ensemble regelmatig in het Concertgebouw in Amsterdam en diverse andere zalen in Nederland. Het ensemble maakte tournees naar vrijwel alle landen van Europa en naar Canada, de Verenigde Staten, India en Japan. Op 1 januari 2009 fuseerde het Schönberg Ensemble met het Asko Ensemble tot het muziekgezelschap Asko❘Schönberg.

## Bijzondere projecten
Bijzondere projecten waren de reprises van de opera's Rêves d'un Marco Polo van Claude Vivier (tijdens het Holland Festival) en Writing to Vermeer van Louis Andriessen met het Asko Ensemble bij De Nederlandse Opera (DNO). Een andere productie van DNO in samenwerking met het Asko Ensemble was die met werken van Robert Zuidam.
Eigen producties waren onder andere de uitvoering van Jan van Vlijmens Inferno voor koor en groot ensemble in de serie Tijdgenoten in het Concertgebouw in Amsterdam en de wereldpremière van Vladimir Tarnopolski's De slinger van Foucault. Verder speelde het Schönberg Ensemble een wereldpremière van Mayke Nas en van La Taille de l’Homme (1939) van Igor Markevitsj (1985).

## Cd-opnamen
Het Schönberg Ensemble bracht cd's uit bij onder meer Deutsche Grammophon, Nonesuch, Philips en Teldec/Warner.